# Mycobacterium africanum
Mycobacterium africanum é uma espécie do gênero Mycobacterium, com maior incidência em países da África Ocidental. Os sintomas causados por sua infecção assemelham-se aos de M. tuberculosis.
Ele é um membro do complexo Mycobacterium tuberculosis.

## Epidemiologia
O M. africanum é mais comumente encontrado em países da África Ocidental, sendo responsável por até um quarto dos casos de tuberculose em países como Gâmbia. É uma infecção específica de seres humanos, sendo transmitida por via aérea a partir de indivíduos contaminados.
Ele tem um grau de infecciosidade similar ao M. tuberculosis organismo, mas é sua infecção tem menos chances de levar a manifestações clínicas em indivíduos imunocompetentes.
A infecção por M. africanum desenvolve sintomas clinícos mais frequentemente em pacientes HIV-positivos, sendo uma importante infecção oportunista de fases posteriores da doença do HIV em países onde é endêmico.

## Patogênese
A forma pela qual as diferenças genéticas de M. africanum e M. tuberculosis dão origem à menor patogenicidade de M. africanum ainda não é totalmente conhecida. Uma diferença genética notável é a ausência da Região da Diferença 9 (RD9) em M. africanum, mas presente em M. tuberculosis.

## Tratamento
A tuberculose causada por M. africanum é tratada com um idêntico regime à tuberculose causada pelo M. tuberculosis.